# Flughafen Misrata

i7
i11
i13
Der Flughafen Misrata (arabisch مطار مصراتة الدولي, englisch Misrata Airport, IATA-Code: MRA, ICAO-Code: HLMS) ist der internationale Flughafen von Misrata in Libyen.

## Lage
Der Flughafen liegt etwa 6 km südwestlich des Zentrums der Stadt Misrata.

## Geschichte
Im Bürgerkrieg in Libyen 2011 wurde der Flughafen schwer beschädigt, war jedoch durch Mittel privater Geschäftsleute bereits im Dezember 2011 wieder einsatzfähig.

## Flugplatzmerkmale
Der Flughafen verfügt über verschiedene Navigationshilfen.
Das Drehfunkfeuer (VOR) sendet auf Frequenz: 117,10 MHz mit der Kennung: MIS. Ein Distance Measuring Equipment (DME) ist vorhanden.